# Campionati europei di sollevamento pesi 1965
I Campionati europei di sollevamento pesi 1965, 47ª edizione della manifestazione, si svolsero a Sofia dal 7 al 13 giugno.

## Formula
La formula prevedeva tre serie di sollevamenti:
- sollevamento a distensione a due mani;
- sollevamento a strappo a due mani;
- sollevamento a slancio a due mani.

## Titoli in palio
| Categoria            | Eventi         | Atleti |
| -------------------- | -------------- | ------ |
| Pesi gallo           | Fino a 56 kg   | 8      |
| Pesi piuma           | Fino a 60 kg   | 8      |
| Pesi leggeri         | Fino a 67.5 kg | 15     |
| Pesi medi            | Fino a 75 kg   | 13     |
| Pesi massimi leggeri | Fino a 82.5 kg | 12     |
| Pesi mediomassimi    | Fino a 90 kg   | 8      |
| Pesi massimi         | Oltre i 90 kg  | 14     |

## Nazioni partecipanti
Le nazioni che hanno partecipato ai campionati furono 18 per un totale di 78 atleti partecipanti. Tra parentesi i partecipanti per nazione.
- Austria (7)
- Belgio (3)
- Bulgaria (8)
- Cecoslovacchia (4)
- Danimarca  (2)
- Finlandia (5)
- Francia (7)
- Germania Est (7)
- Germania Ovest (1)
- Jugoslavia (2)
- Monaco (1)
- Norvegia (2)
- Polonia (7)
- Regno Unito (1)
- Svezia (1)
- Turchia  (6)
- Ungheria (7)
- Unione Sovietica (7)

## Risultati
| Evento       | Oro                  | Oro   | Argento              | Argento | Bronzo           | Bronzo |
| ------------ | -------------------- | ----- | -------------------- | ------- | ---------------- | ------ |
| 56 kg.       | Aleksej Vachonin     | 350,0 | Imre Földi           | 347,5   | Henryk Trębicki  | 332,5  |
| 60 kg.       | Mieczysław Nowak     | 365,0 | Rudolf Kozłowski     | 362,5   | Vasil Petkov     | 340,0  |
| 67,5 kg.     | Waldemar Baszanowski | 425,0 | Vladimir Kaplunov    | 425,0   | Zdeněk Otáhal    | 387,5  |
| 75 kg.       | Viktor Kurencov      | 432,5 | Werner Dittrich      | 432,5   | Rolf Maier       | 422,5  |
| 82,5 kg.     | Aleksandr Kidjaev    | 467,5 | Hans Zdražila        | 460,0   | Norbert Ozimek   | 445,0  |
| 90 kg.       | Louis Martin         | 485,0 | Anatolij Kaliničenko | 465,0   | Petăr Tačev      | 452,5  |
| Oltre 90 kg. | Károly Ecser         | 505,0 | Ivan Veselinov       | 490,0   | Kurt Stemplinger | 475,0  |

## Medagliere
| Posiz. | Nazione          | Oro | Argento | Bronzo | Totale |
| ------ | ---------------- | --- | ------- | ------ | ------ |
| 1      | Unione Sovietica | 3   | 2       | 0      | 5      |
| 2      | Polonia          | 2   | 1       | 2      | 5      |
| 3      | Ungheria         | 1   | 1       | 0      | 2      |
| 4      | Regno Unito      | 1   | 0       | 0      | 1      |
| 5      | Bulgaria         | 0   | 1       | 2      | 3      |
| 6      | Cecoslovacchia   | 0   | 1       | 1      | 2      |
| 6      | Germania Est     | 0   | 1       | 1      | 2      |
| 8      | Francia          | 0   | 0       | 1      | 1      |
| Totale | Totale           | 7   | 7       | 7      | 21     |

## Classifica a squadre
Il sistema di punteggio è basato sui punti distribuiti per l'esercizio totale in base allo schema adottato nel 1958:
| Pos. | Squadra          | Punti |
| ---- | ---------------- | ----- |
| 1    | Polonia          | 32    |
| 2    | Unione Sovietica | 31    |
| 3    | Ungheria         | 22    |
| 4    | Bulgaria         | 20    |
| 5    | Cecoslovacchia   | 11    |
| 5    | Germania Est     | 11    |
| 7    | Finlandia        | 8     |
| 7    | Francia          | 8     |
| 9    | Regno Unito      | 7     |
| 10   | Austria          | 3     |
| 11   | Monaco           | 1     |